# Село Сврачково, борци пали у ратовима од 1912. до 1918. године
Списак бораца из села Сврачково, Општина Пожега, погинулих и умрлих у Балканским и Првом светском рату преузет је из књиге „Пожега и околина”, објављене 1978. године.
Подаци за подручје Пожеге прикупљани су у периоду 1976–1977. године преко матичних књига умрлих, спомен-плоча, крајпуташа, као и разговора са преживелим борцима и појединим грађанима који су по сећању могли да дају податке, уз напомену да спискови могуће да нису потпуни, због временске дистанце и недостатка поузданих извора.

## Списак
1. Васковић Саво
2. Вукашиновић Страин
3. Гавриловић Милан
4. Гавриловић Милета
5. Живановић Радомир
6. Живановић Тихомир
7. Илић Лука
8. Јовановић Видосав
9. Јовановић Мијајло
10. Јовановић Петар
11. Јовановић Сретен
12. Крстић Благоје
13. Крстић Милосав
14. Крстић Перо
15. Крстић Тодор
16. Крстић Крста
17. Крстић Илија
18. Лековић Витомир
19. Лековић Владимир
20. Лековић Гојко
21. Лековић Петроније
22. Лековић Ранко
23. Марковић Будимир
24. Марковић Милан
25. Марковић Милоје
26. Марковић Михаило
27. Марковић Петко
28. Марковић Периша
29. Миливојевић Владимир
30. Миливојевић Јован
31. Миливојевић Павле
32. Милић Добривоје
33. Недељковић Гојко, каплар
34. Недељковић Драгољуб
35. Недељковић Илија
36. Недељковић Милош
37. Недељковић Мирко
38. Нешовић Богдан
39. Ракић Вукић
40. Ракић Вуле
41. Ракић Јеротије
42. Ристић Ђоко
43. Савчић Ђорђе
44. Савчић Лука
45. Савчић Мирко
46. Савчић Михаило
47. Савчић Недељко
48. Савчић Свеле
49. Смиљанић Мићо
50. Стојковић Илија
51. Стојковић Перо, каплар
52. Стојковић Стојан
53. Томић Бранко
54. Томић Гвозден
55. Томић Жарко
56. Томић Пајо[1]